# Siegel Utahs
Das Siegel von Utah wurde im Jahr 1896 als offizielles Siegel des US-Bundesstaates angenommen.

## Symbolik

Flagge Utahs

Der Bienenkorb  auf dem Schild steht für schwere Arbeit und Fleiß. Der Bienenkorb erinnert aber auch an das Emblem des Mormonenstaates von Deseret in Utah und der Besiedlung dieser Region durch die Mormonen. Die Jahreszahl 1847 unter dem Schild erinnert an das Jahr, in dem die Mormonen nach Utah kamen.
Ein Weißkopfseeadler, der Staatsvogel der Vereinigten Staaten, sitzt auf dem Schild und symbolisiert Schutz in Friedens- und Kriegszeiten. Unter den Pfeilen des Adlers steht das englische Motto des Staats: „Industry“ („Fleiß“)
Die beiden US-Flaggen zeigen Utahs Unterstützung für die Nation an.
Die Lilie symbolisiert den Frieden. Um das Siegel zieht sich der Schriftzug „The Great Seal of the State of Utah“ (Das Große Siegel des Staates Utah) und die Jahreszahl 1896. In diesem Jahr wurde aus dem Utah-Territorium offiziell der heutige Bundesstaat.
Das Siegel findet sich in leicht abgewandelter Form in der Flagge Utahs wieder.